# ويليام سول بنسون
ويليام سول بنسون (بالإنجليزية: William Sol Benson)‏ هو ناشط إسبرنتو أمريكي، ولد في 24 أغسطس 1877 في كييف في أوكرانيا، وتوفي في 20 أكتوبر 1945 في إيرفينغتون ‏ في الولايات المتحدة بسبب نوبة قلبية.